# 티베트 요리

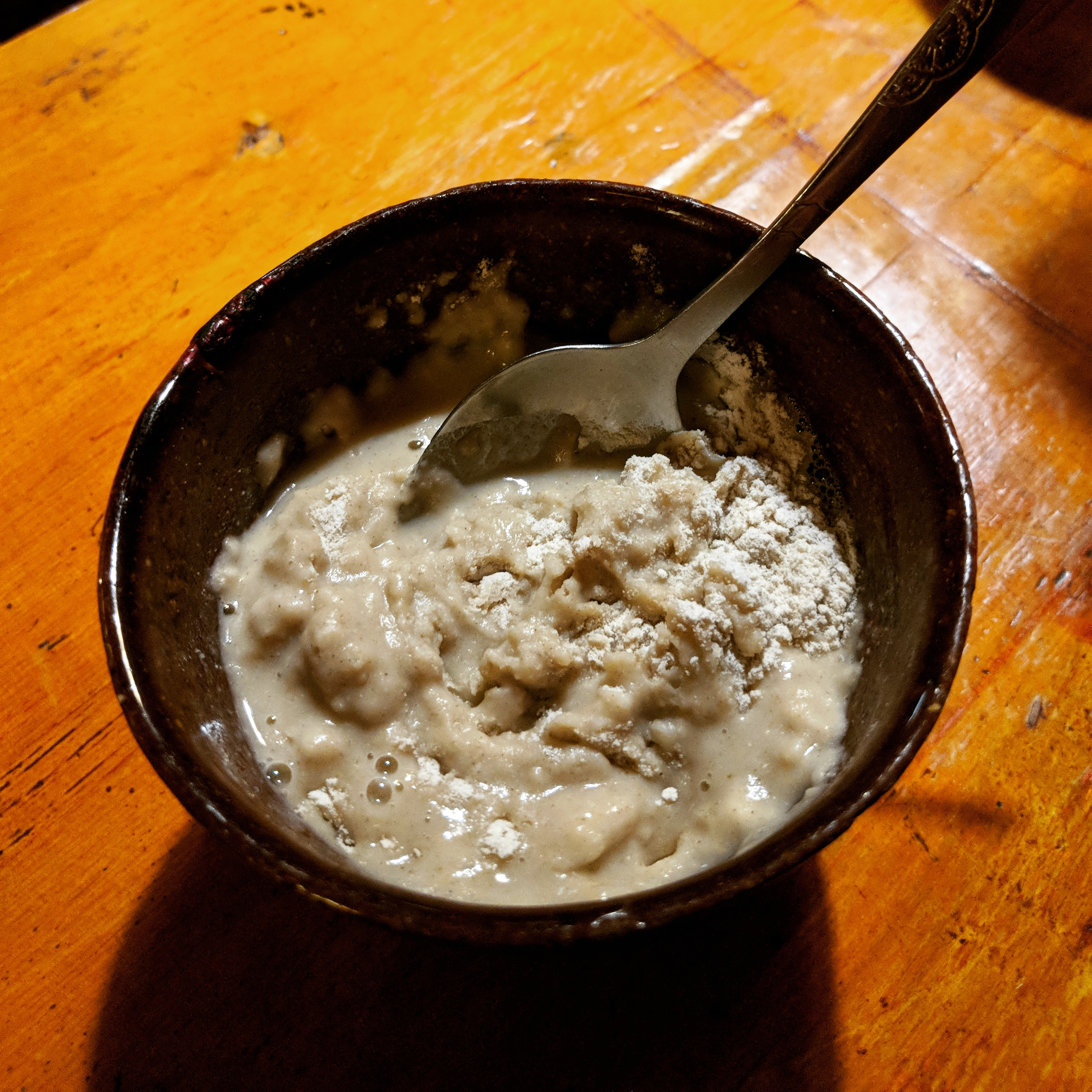
수유차에 갠 잠바

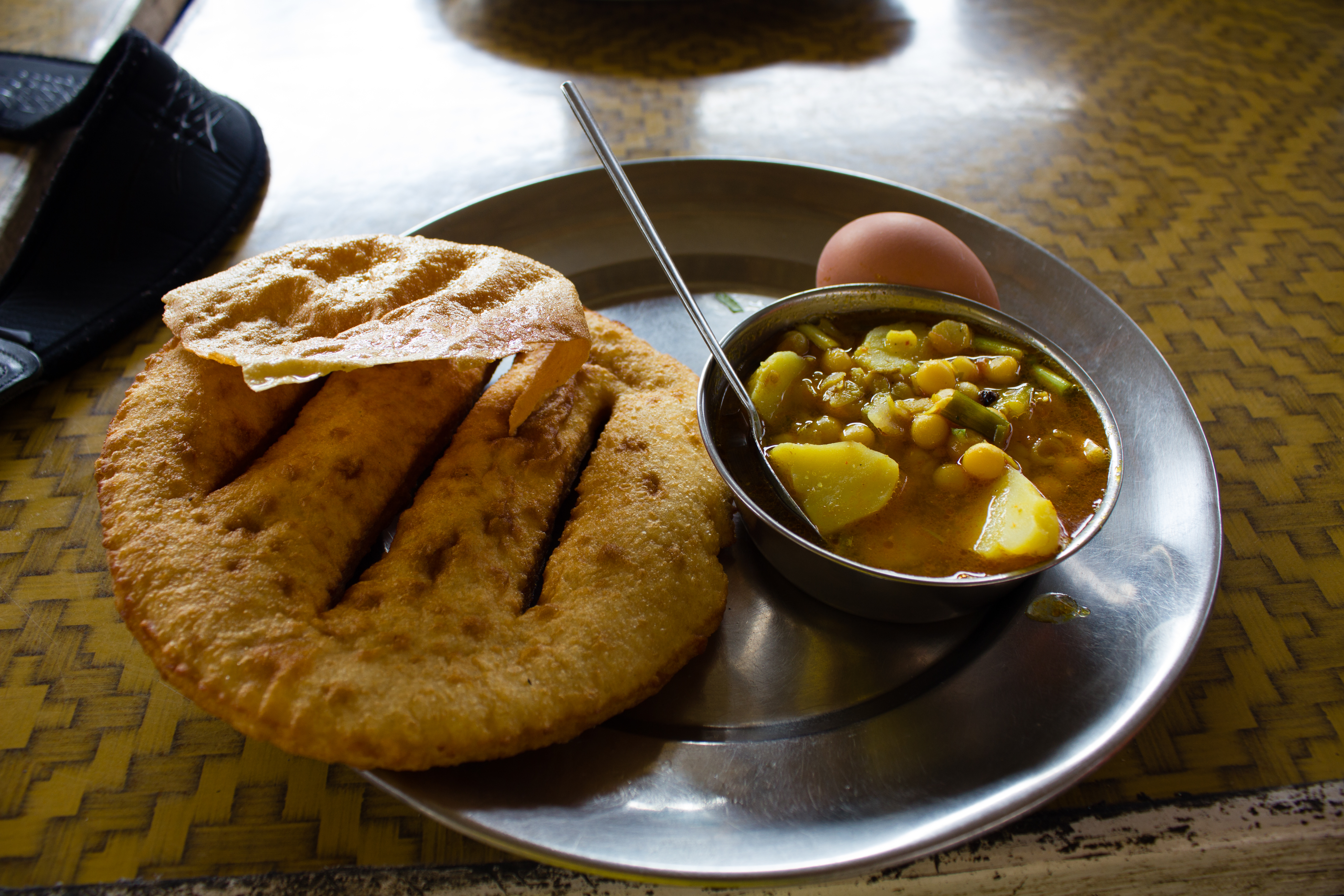
티베트의 간단한 아침

티베트 요리(Tibet 料理, 티베트어: བོད་ཀྱི་ཟ་ཆ། 보 기 사 차)는 동아시아에 있는 티베트의 요리이다. 국경을 맞댄 다른 지역과는 상당히 다른 요리의 특징을 보인다. 산악과 고원 지대로 이루어진 티베트의 지형을 반영하며, 인도와 네팔 등 이웃 지역의 영향을 받았다. 티베트 요리는 면, 염소, 야크, 양고기, 만두, 치즈(주로 야크나 염소 젖으로 만든 것), 버터, 요구르트, 그리고 수프 등을 사용한다. 11세기부터 종교인들 사이에서 채식주의가 권해졌으나, 채소 재배의 어려움과 전통적인 육류 소비 문화로 인해 널리 퍼지지는 않았다.
고산 지대에서 자랄 수 있는 작물이 주로 재배되며, 가장 중요한 작물은 보리이다. 볶은 보리 가루 반죽을 잠바라고 부르는데, 잠바는 티베트에서 가장 잘 볼 수 있는 음식으로 국수나 모모라고 불리는 고기 만두로 만들기도 한다. 고기와 양배추를 빵 안에 넣어 만든 음식인 샤팔레(Sha phaley)도 많이 먹는다. 발렙(balep)은 아침과 점심에 먹는 티베트식 빵이며, 다양한 종류의 발렙과 튀긴 파이를 먹는다. 툭파(Thukpa)는 저녁 식사로 즐겨 먹는 음식으로, 야채, 고기, 다양한 모양의 국수를 국물에 넣어 만든다.  일부 낮은 고도 지역에서는 쌀, 오렌지, 바나나, 레몬 등의 작물이 가능하다.
기타 재료: 티베트 요리에는 겨자씨가 많이 사용되며, 전통적으로 은식기를 사용하여 제공된다. 이는 손으로 먹는 다른 히말라야 요리와는 대조적이다.
티베트 요리는 라다크, 히마찰프라데시, 우타라칸드, 시킴과 같은 인도 북부 지역, 그리고 무스탕과 같은 네팔 북부 지역, 티베트 디아스포라 커뮤니티에서도 소비된다.
현대에는 티베트의 대도시에서 쓰촨식 한족 요리를 제공하는 식당이 늘어나고 있다. 튀긴 야크 고기와 감자튀김 같은 서양식 퓨전 요리도 인기를 얻고 있다. 그러나, 도시와 농촌 모두에서 전통적인 티베트 요리를 제공하는 작은 음식점들이 여전히 존재한다. 대개 작은 식당에서는 도시든 시골이든 관계 없이 토속적인 음식이 제공된다. 한편, 라싸 지역 인근의 큰 마을이나 대도시에서는 중국식(신장 웨이우얼 자치구 식) 음식도 많이 생겨나고 있다.

## 같이 보기
- 중국 요리
- 중앙아시아 요리